# Canal calcanean
Canalul calcanean sau canalul maleolar medial, canalul tarsului, canalul tarsian, canalul tarsal, tunelul tarsian, canalul calcanean al lui Richet (Didier Dominique Alfred Richet, 1816-1891, chirurg francez) este un canal osteofibros aflat în regiunea retromaleolară medială a gleznei, format de retinaculul flexorilor, mușchiul abductor al halucelui și șanțul calcanean. Prin acest canal trec de la partea posterioară a gambei spre plantă tendoanele mușchilor tibial posterior, flexor lung al degetelor și flexor lung al halucelui, artera tibială posterioară, 2 vene tibiale posterioare și nervul tibial. Compresiunea nervul tibial în canalul calcanean determină apariția sindromului de canal tarsian (numit și sindromul de tunel tarsian), care se manifestă prin parestezii și dureri la nivelul plantei piciorului, degetelor piciorului sau în partea medială a gleznei.
Sub numele de canal tarsian este descris și un alt canal care reprezintă capătul medial în formă de tunel al sinusului tarsului. El este format de șanțul talusului de pe fața inferioară a talusului și șanțul calcaneului și conține artera canalului tarsian și ligamentul talocalcanean interosos.